# PRODUCE 101 JAPAN THE GIRLS (アルバム)
『PRODUCE 101 JAPAN THE GIRLS』（プロデュース ワンオーワン ジャパン ザ ガールズ）は、2024年2月7日にLAPONEエンタテインメントからリリースされたPRODUCE 101 JAPAN THE GIRLSのスタジオ・アルバム。

## 概要
本作は2023年9月から12月まで日本で放送・配信されていた公開オーディション番組「PRODUCE 101 JAPAN THE GIRLS」で使用されていたオリジナル曲を収録したアルバムとしてリリースされた。

## 収録曲
1. LEAP HIGH! 〜明日へ、めいっぱい〜 (3:27)
作詞：Kanata Nakamura、KINSHA
作曲：Oneway、Allthou、WABLE、FLORA
編曲：Oneway
参加メンバー - PRODUCE 101 JAPAN THE GIRLS練習生全96名（ソロパート：山本すず、海老原鼓、坂口梨乃、櫻井美羽）
2. AtoZ (3:08)
作詞：柿沼雅美 (Relic Lyric Inc.)、MirrorBOY (220VOLT)、D.ham (220VOLT)、Mun Hanmiru(220VOLT)、BORAN、dundunman
作曲：MirrorBOY (220VOLT)、D.ham (220VOLT)、Mun Hanmiru (220VOLT)、BORAN、dundunman
編曲：MirrorBOY (220VOLT)、D.ham (220VOLT)、Mun Hanmiru (220VOLT)、BORAN、dundunman
歌唱グループ - トキメッキー（髙橋妃那、飯田栞月、加藤神楽、松下実夢、八田芽奈、桜庭遥花、村上璃杏）
3. 小悪魔(Baddie) (3:03)
作詞：Sonomi Tameoka、guava (NiNE)、Kim Min Gu (NiNE)
作曲：Kim Min Gu (NiNE)、Funny Bone (NiNE)、guava (NiNE)、Lee Ye Jun (NiNE)、Nino
編曲：Lee Ye Jun (NiNE)、Funny Bone (NiNE)、Kim Min Gu (NiNE)
歌唱グループ - CLAW-me（坂口梨乃、安藤佑唯、吉田花夏、神尾彩乃、須谷緩、清水恵子、川畑蘭華）
4. Popcorn (3:09)
作詞：Chiaki Nagasawa、Ryo Ito
作曲：CHAKUN (VILLAINX)、ELLUII (VILLAINX)、J6(VILLAINX)
編曲：J6 (VILLAINX)
歌唱グループ - new F7avors（北爪さくら、阿部和、日髙葉月、荒牧深愛、北里理桜、中野心結、斉藤芹菜）
5. TOXIC (3:13)
作詞：Rose Blueming
作曲：KZ、HONEYSWEAT、B.O.
編曲：HONEYSWEAT
歌唱グループ - Charm Holic（高見文寧、佐々木心菜、田中優希、石井蘭、釼持菜乃、髙畠百加、佐々木つくし）
6. &ME (2:55)
作詞：HASEGAWA、Jung Hohyun  (e.one)、Ondine、BYMORE
作曲：Jung Hohyun (e.one)、BYMORE、Ondine
編曲：Jung Hohyun (e.one)、BYMORE、Ondine
歌唱グループ - NALALA（海老原鼓、櫻井美羽、山本すず、会田凛、笠原桃奈、加藤心、田中琴）
7. CHOPPY CHOPPY (3:36)
作詞：Hiyori Nara
作曲：KZ、Nthonius、B.O
編曲：Nthonius
参加メンバー - 海老原鼓、加藤神楽、加藤心、飯田栞月、山本すず、桜庭遥花、高見文寧、石井蘭、田中琴、清水恵子
8. 想像以上 (3:27)
作詞：Rose Blueming、Jung Hohyun (e.one)、Sophia Pae
作曲：Jung Hohyun (e.one)、Sophia Pae
作曲：Jung Hohyun (e.one)
参加メンバー - 笠原桃奈、櫻井美羽、会田凛、田中優希、佐々木心菜、村上璃杏、坂口梨乃、釼持菜乃、髙畠百加、北里理桜
9. FLY UP SO HIGH (3:19)
作詞：木村カエラ
作曲：Jung Hohyun (e.one)、SKINNER BOX
編曲：Jung Hohyun (e.one)
参加メンバー - 会田凛、飯田栞月、石井蘭、海老原鼓、笠原桃奈、加藤神楽、加藤心、北里理桜、釼持菜乃、坂口梨乃、櫻井美羽、桜庭遥花、佐々木心菜、清水恵子、髙畠百加、高見文寧、田中琴、田中優希、村上璃杏、山本すず
10. LEAP HIGH! 〜明日へ、めいっぱい〜 (Piano Ver.) (3:16)
作曲：Oneway、Allthou、WABLE、FLORA